# Loch Ken
Loch Ken är en sjö i Storbritannien.   Den ligger i riksdelen Skottland, i den centrala delen av landet, 500 km nordväst om huvudstaden London. Loch Ken ligger 195 meter över havet.  Trakten runt Loch Ken består i huvudsak av gräsmarker.